# Sophie Karmasin
Sophie Karmasin (ur. 5 stycznia 1967 w Wiedniu) – austriacka polityk, minister rodziny i młodzieży (2014–2017).

## Życiorys
Urodziła się jako córka Heleny i Fritza Karmasinów. Jest wnuczką Franza Karmasina oraz siostrą nauczyciela akademickiego Matthiasa Karmasina. Jest mężatką ma dwóch synów.
W 1992 uzyskała magisterium z nauk społecznych i ekonomicznych, w 1995 została absolwentką psychologii na Universität Salzburg. Od 1993 zatrudniona w przedsiębiorstwie Henkel jako menedżer produktu. Od połowy lat 90. zajmowała kierownicze stanowiska w firmach doradczych i marketingowych. Współpracowała także z Instytutem Gallupa, była również analitykiem wyborczym w Österreichischer Rundfunk.
Gdy w grudniu 2013 Austriacka Partia Ludowa zaproponowała ją jako kandydatkę na ministra odpowiadającego za sprawy rodziny i młodzieży, w mediach wskazywano na jej brak doświadczenia politycznego. Sophie Karmasin objęła 16 grudnia 2013 stanowisko ministra bez teki w drugim rządzie Wernera Faymanna, a 1 marca 2014 przeszła na urząd ministra rodziny i młodzieży. Pozostała na tej funkcji również w powołanym 17 maja 2016 gabinecie Christiana Kerna, pełniąc ją do 18 grudnia 2017. Zajęła się następnie działalnością w branży doradczej.
Została objęta postępowaniem w aferze dotyczącej defraudacji funduszy publicznych, która doprowadziła do dymisji kanclerza Sebastiana Kurza. W marcu 2022 została w związku z tą sprawą tymczasowo aresztowana.